# Drama legal

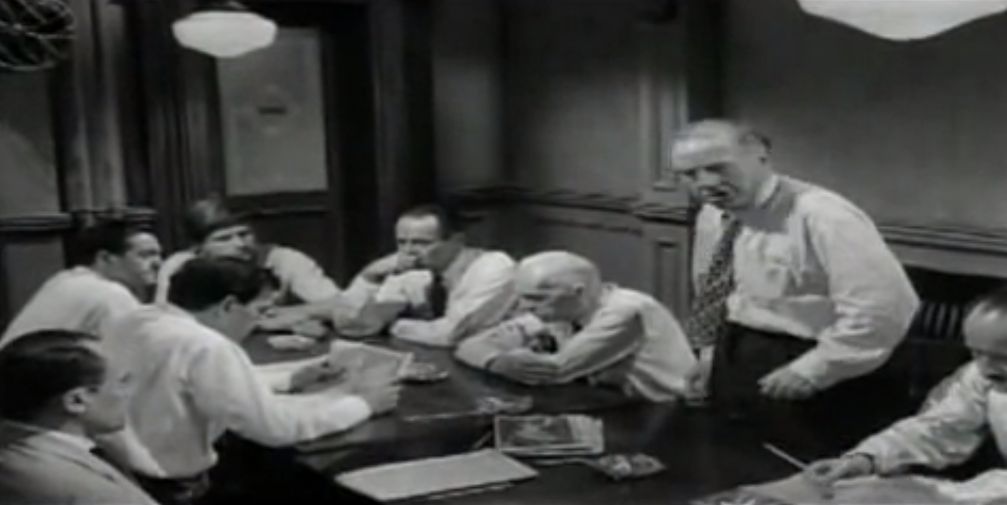
Escena de la película premiada de 1957, 12 Angry Men - una película que rodea las deliberaciones del jurado en un caso de asesinato.

Un drama legal, o un drama judicial, es un género de cine y televisión que generalmente se enfoca en las narrativas sobre la práctica legal y el sistema de justicia. El American Film Institute (AFI) define el «drama legal» como un género de película en el que un sistema de justicia desempeña un papel fundamental en la narrativa de la película o serie de televisión. Los dramas legales también siguen la vida de abogados, demandantes u otras personas ficticias relacionadas con la práctica del derecho presentes en programas de televisión o películas.  El drama legal es distinto del drama policial o la ficción detectivesca, que normalmente se centran en los policías o detectives que investigan y resuelven delitos. El punto central de los dramas legales, con mayor frecuencia, son eventos que ocurren dentro de una sala de tribunal, pero pueden incluir cualquier fase del procedimiento legal, como las deliberaciones del jurado o el trabajo realizado en bufetes de abogados. Como género, el término «drama legal» se aplica típicamente a programas de televisión y películas, mientras que los Thriller legales suelen referirse a novelas y obras de teatro.

## Temas
Los dramas legales típicos retratan dilemas morales que ocurren con la práctica de la ley o la participación en el sistema de justicia, muchos de los cuales reflejan dilemas en la vida real. El American Bar Association Journal ha interpretado que el disfrute público de los dramas legales ocurre porque «las historias sobre el sistema legal están relacionadas con la vulnerabilidad humana». De hecho, aunque «no hay persecuciones de automóviles [y] ... otros nunca se dibujan», los dramas legales conservan fuertes seguimientos debido a su presentación de intriga moral en un entorno que realmente refleja lo que ocurre en el mundo. 
Los dramas legales pueden presentar historias de errores judiciales, como personas condenadas erróneamente por un delito que no cometieron. A veces, las historias pueden implicar las implicaciones morales de la conducta indebida de la policía, como colocar o manipular pruebas, tal como sucedió en la película de 1993, En el nombre del padre. Más a menudo, los dramas legales se enfocan en el punto de vista de los abogados cuando enfrentan estas dificultades. Por ejemplo, en The Practice, una serie televisiva de drama legal que gira en torno a una firma de abogados de defensores criminales, un tema común que se presenta es la dificultad de defender a los clientes conocidos o que se cree que son culpables.
Finalmente, muchos dramas legales presentan temas que reflejan temas politizados. En la película de 1960, Inherit the Wind, el tema politizado representado fue la legalidad de un estatuto de Tennessee que hizo que fuera ilegal enseñar la teoría de la evolución en una escuela pública. A medida que cambian las leyes y las opiniones de las políticas públicas, también cambian los temas presentados en los dramas legales. La película de 1992, A Few Good Men, exploró la psicología de las órdenes superiores, por ejemplo, excusando acciones criminales porque solo se cometieron a partir de «seguir órdenes». La película Filadelfia de 1993, abordó la homofobia, discriminación y el temor público a los portadores del VIH/sida. En 1996, The People vs. Larry Flynt retrató los primeros años de la revista Hustler y los temas de obscenidad y libertad de expresión. You Don't Know Jack de 2010, es una película biográfica ficticia sobre el Dr. Jack Kevorkian y las acciones legales que enfrentó como resultado de la prestación de servicios de eutanasia a pacientes terminales. La injusticia racial sigue siendo un tema común desde To Kill a Mockingbird en 1962 hasta la película 'Marshall de 2017.